# Bakr Sidqi
 (juillet 2019).
Si vous disposez d'ouvrages ou d'articles de référence ou si vous connaissez des sites web de qualité traitant du thème abordé ici, merci de compléter l'article en donnant les références utiles à sa vérifiabilité et en les liant à la section « Notes et références ».
Bakr Sidqi (arabe : بكر صدقي), était un général irakien nationaliste, né en 1890 à Kirkouk et assassiné à Mossoul le 12 août 1937.

## Biographie
Sidqi est un irakien d'origine Kurde, il a rejoint l'armée ottomane pendant l'occupation du pays par l'Empire ottoman. En rejoignant l'armée il était déjà un nationaliste arabe, il avait comme but de libérer l'Irak et les terres arabes de la domination turque.
Après l'indépendance du royaume d'Irak, peu après la Première Guerre mondiale, le roi Fayçal I le nomme général. Il a passé beaucoup de temps à réprimer des révoltes tribales assyriennes au début des années 1930. En août 1933, Sidqi conduit l'armée irakienne dans le nord du pays pour écraser une révolte menée par des séparatistes assyriens, dans la ville de Shemail, près de Mossoul. Près de 3 000 civils assyriens ont trouvé la mort pendant le massacre de Simelé.
En octobre 1936, pendant le règne du jeune roi Ghazi Ier, Sidqi commande l'armée irakienne. C'est ainsi qu'avec des amis conservateurs, opposé aux réformes démocratiques, il procède à un coup d'État, en dirigeant une attaque surprise sur Bagdad renversant le premier ministre Yassin al-Hachimi. Il remplace Hachimi par Hikmat Suleyman (en). C'est probablement le premier coup d'État moderne qu'a connu le monde arabe.
Après le renversement du gouvernement, il gouverne de facto l'Irak jusqu'à son assassinat le 12 août 1937, par un simple soldat nommé Ali Tafallari, après que des militaires nationalistes lui retirent leur confiance (le même jour est assassiné son ami le major Mohammed Ali Djaouad) ce qui entraîne la démission d'Hikmat Suleyman qui est remplacé par Jamil al-Midfai.